# Dmitrij Medvedev
Dmitrij Anatoljevitj Medvedev (ryska: Дми́трий Анато́льевич Медве́дев, lyssna (fil) [d̪ˈmʲit̪rɪj ən̪ɐˈt̪o̞ɫʲɪvʲɪʨ mʲɪd̪ˈvʲed̪ʲɪf]); född 14 september 1965 i Leningrad i Sovjetunionen, är en rysk politiker och advokat. Han var Rysslands president från den 7 maj 2008 till den 7 maj 2012 och Rysslands premiärminister från den 8 maj 2012 till 16 januari 2020.
Under Medvedevs presidentskap var Vladimir Putin Rysslands premiärminister. Han är sedan den 25 april 2012 även partiledare för Enade Ryssland, en post som tidigare innehades av Vladimir Putin.
Den 14 november 2005 tillsattes han som den ryska regeringens vice premiärminister. Han hade tidigare arbetat som Vladimir Putins stabschef, men även ordförande i Gazproms styrelse, en post han har innehaft (för andra gången) sedan 2000. Den 10 december 2007 blev han informellt nominerad som kandidat till det stundande presidentvalet för Rysslands största parti, Enade Ryssland, och den 17 december 2007 blev han godkänd officiellt. Medvedevs kandidatur stöddes av den sittande presidenten Putin och hans stödpartier. Som teknokrat och politiskt utsedd hade Medvedev före 2008 aldrig tillsatts genom val.

## Tidiga år
Medvedev föddes i Leningrad, nuvarande Sankt Petersburg, som enda barn i en akademikerfamilj som bodde i arbetarförorten Kuptjino. Hans far Anatolij Afanasievitj Medvedev var professor i fysik vid Leningrads tekniska högskola, och hans mor Julija Veniaminovna var språkvetare och undervisade vid Leningrads pedagogiska institut samt arbetade senare som museiguide. De försökte få Medvedev att läsa fysik men han blev istället tidigt intresserad av juridik och började studera detta ämne 1982 vid Leningrads universitet med bland annat Anatolij Sobtjak, som senare blev Sankt Petersburgs borgmästare, som lärare.
Medvedev tog grundexamen vid juridiska fakulteten vid Leningrads universitet 1987 och juris doktorsexamen i civilrätt 1990. Under sin tid som doktorand undervisade han också i civilrätt vid universitetet. Han träffade Putin första gången 1989 vid hans gamla lärare Anatolij Sobtjaks kampanjhögkvarter inför borgmästarvalet i Sankt Petersburg. När Sobtjak valts till borgmästare kom Medvedev att ingå i hans Putin-ledda kommitté för utrikesaffärer. När Sobtjak sedan förlorade valet 1996 flyttade Putin till Moskva under tiden som Medvedev stannade kvar i Sankt Petersburg. Under de följande åren arbetade han som jurist inom pappers- och massaindustrin.

## Politisk karriär
Putin bjöd in Medvedev till Moskva 1999 och han kom år 2000 att sköta Putins presidentvalskampanj. Han utnämndes till förste vice premiärminister i den ryska regeringen den 14 november 2005 och kom som sådan att överse genomförandet av flera reformer inom jordbruk, sjukvård och utbildningsväsendet.
Medvedev var styrelseordförande i nämnda bolag fram till december 2008 då han meddelande att han kommer lämna posten i samband med sin presidentkandidatur då Rysslands president enligt lag inte får inneha någon befattning utöver presidentposten.
Den 10 december 2007 meddelade partiet Enade Ryssland att det nominerat Medvedev som sin kandidat till presidentposten i valet 2008.
Dmitrij Medvedev valdes den 2 mars 2008 till Rysslands president med 70,21 procent av rösterna och tillträdde posten 7 maj 2008, då han efterträdde Vladimir Putin, som då istället blev premiärminister. Fyra år senare, den 7 maj 2012, bytte de båda plats, då Putin på nytt blev president, medan Medvedev övertog premiärministerposten.

## Politik

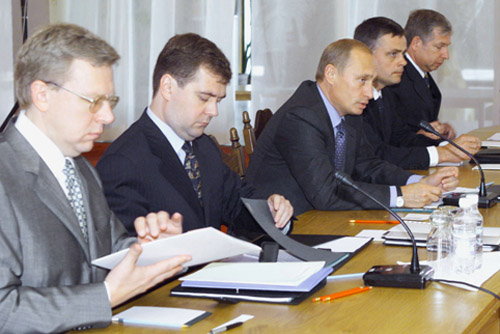
Medvedev vid Putins sida, juni 2002.

Medvedev var tidigare inte medlem i något politiskt parti och sa även tidigare att ideologi är farligt men har i alla fall sagts vara ekonomiskt liberal. Han har uttalat sig om det onödiga i att ha så många statliga ämbetsmän i företagsstyrelser som det finns idag, uttalat sig mot monopol och för en stark äganderätt och skattesänkningar. Dock blev Medvedev medlem i Enade Ryssland under hösten 2011 och efterträdde även Vladimir Putin som partiledare i april 2012.

## Kritik
Ryska oppositionen kritiserar Medvedev, eftersom man anser att hans politik inte skiljer sig mycket från Putins trots uttalanden om modernisering och rättsstatsprincipen. Den 10 mars 2010 publicerade ryska oppositionsaktivister uppropet Putin måste avgå och började insamlingen av underteckningar. I uppropet kallar de Medvedev "en lydig platsväktare" och "en modern Simeon Bekbulatovitj".

## Korruption
Medvedev har varit en frispråkig kritiker av korruption i Ryssland och ofta utmålade korruptionen som en av Rysslands huvudutmaningar . I mars 2017 publicerade oppositionspolitikern Aleksej Navalnyj en rapport där Dmitrij Medvedev anklagades för massiv korruption. Rapporten visar hur Medvedev kontrollerar stora markområden, villor, båtar, lägenheter, palats, bondgårdar och vinodlingar genom komplicerade ägarsystem med diverse skalföretag, stiftelser och fonder. Värdet av tillgångarna uppskattas till omkring en miljard euro. Enligt undersökningen har pengarna kommit från mutor och lån från statliga banker. En ryskspråkig YouTube-video som släpptes i samband med rapporten sågs av över 17 miljoner människor på en månad efter släppet. Dessa avslöjanden har lett till stora landsomfattande protester. Ryska myndigheter svarade med att arrestera och bötfälla över tusen personer som deltog i protesterna